# Émile Faguet
Émile Faguet (ur. 17 grudnia 1847 w La Roche-sur-Yon, zm. 7 czerwca 1916) – francuski pisarz i krytyk literacki, publicysta, historyk myśli politycznej.

## Życiorys
Urodził się w La Roche-sur-Yon, lecz dorastał i pobierał nauki w Paryżu. Studiował w École normale supérieure w Paryżu. Przez pewien czas pracował jako nauczyciel gimnazjalny w La Rochelle i Bordeaux. Obronił doktorat z literatury i rozpoczął pracę jako nauczyciel akademicki na Uniwersytecie Paryskim specjalizujący się w historii literatury. W 1897 uzyskał tytuł profesora. Od 1900 był członkiem Akademii Francuskiej (zajmował fotel 3).
Został odznaczony medalem Legii Honorowej w klasie Oficera Zmarł 7 czerwca 1916 w Paryżu, a jego zwłoki pochowane zostały na cmentarzu Montparnasse.

## Działalność

### Krytyka literacka
Faguet jest autorem monografii Voltaire’a (1894), Gustave Flauberta (1899), André Chéniera (1902), Émile Zoli (1903) oraz cyklów studiów na temat literatury XVII, XVIII i XIX wieku. Napisał także wiele prac na temat dramatu klasycystycznego i romantycznego (Corneille, 1885), liberalizmu, pacyfizmu oraz feminizmu.

### Filozofia
Jest również autorem dziesięciotomowego wywodu filozoficznego pt. Dziesięć przykazań miłości zdradzającego racjonalizm myśli autora. Dzieło na język polski częściowo przełożył Antoni Lange (tomy: Kochaj samego siebie, Kochaj kobietę, Kochaj rodzinę (ojca matkę i dzieci), Przyjaźń, Kochaj ojczyznę, Kochaj starców; nie przetłumaczono na język polski: Kochaj pracę, Kochaj prawdę, Kochaj obowiązki, Bóg).

### Myśl polityczna
W późniejszym okresie swojego życia Faguet zajął się również filozofią polityczną. Uznawany jest za autora schyłkowego liberalizmu klasycznego, krytykującego wiele z elementów tej doktryny, m.in. wiarę w postęp, nadmierny indywidualizm, opieranie praw człowieka na prawie naturalnym, ograniczenie ingerencji państwa w sferę autonomii jednostek. Dopuszczał możliwość ograniczenia przez państwo podstawowych praw i wolności (np. wolność prasy czy zrzeszeń) w imię bezpieczeństwa wewnętrznego i zewnętrznego.
. Był również krytycznie nastawiony wobec demokracji, wskazując, że nie wszyscy obywatele nadają się do rządzenia, a ustrój ten promuje przeciętniactwo i niekompetencje.

## Publikacje
- 1883 De Aurelii Prudentii Clementis Carminibus Lyricis;
- 1883 La Tragédie Française au XVIe Siècle;
- 1885 Corneille;
- 1889 La Fontaine;
- 1889–1891 Notes sur le Théatre Contemporain, (3 tomy);
- 1891 Politiques et Moralistes du XIXe Siècle;
- 1895 Voltaire;
- 1897 Cours de Poésie Française de l'Université de Paris;
- 1898 Drame Ancien, Drame Moderne;
- 1899 Questions Politiques;
- 1899 Flaubert;
- 1901 Discours de Réception de M. Émile Faguet;
- 1902 André Chénier;
- 1902-1910 Propos Littéraires (5 tomów);
- 1903 Zola;
- 1903 Le Libéralisme
  - (pl) 1909 Liberalizm, tłum. Stefan Natanson
- 1903-1910 Propos de Théâtre (5 tomów);
- 1905 Simplification Simple de l’Orthographe;
- 1905 Pour qu'on Lise Platon;
- 1906 L'Anticléricalisme;
- 1907 Le Socialisme en 1907;
- 1907 Problèmes Politiques du Temps Présent;
- 1908 Le Pacifisme;
- 1909 Discussions Politiques;
- 1910 La Démission de la Morale;
- 1909–1910 Les Dix Commandements (10 tomów):    
  - De l'Amour de Soi
    - (pl) 1911 Dziesięć przykazań miłości (1) Kochaj samego siebie, tłum. Antoni Lange

  - De l'Amour.
    - (pl) 1911 Dziesięć przykazań miłości (2) Kochaj kobietę, tłum. Antoni Lange

  - De la Famille.
    - (pl) 1912 Dziesięć przykazań miłości (3) Kochaj rodzinę, tłum. Antoni Lange

  - De l'Amitié.
    - (pl) 1911 Dziesięć przykazań miłości (4) Przyjaźń, tłum. Antoni Lange

  - La Patrie.
    - (pl) 1912 Dziesięć przykazań miłości (9) Kochaj ojczyznę, tłum. Antoni Lange

  - De la Vieillesse.
    - (pl) 1912 Dziesięć przykazań miłości (10) Kochaj starców, tłum. Antoni Lange

  - De la Profession.
  - De la Vérité.
  - Le Devoir.
  - De Dieu.
- 1910 Études Littéraires;
- 1910 Madame de Sévigné;
- 1910 Le Féminisme;
- 1910 Les Amies de Rousseau;
- 1910 Rousseau Contre Molière;
- 1910–1911 Culte de L'incompetence
  - (pl) 1922 Kult niekompetencji, tłum. Zygmunt Nowina
- 1911 Vie de Rousseau;
- 1911 En Lisant les Beaux Vieux Livres;
- 1911 La Poésie Française;
- 1911 Les Préjugés Nécessaires;
- 1912 Rousseau Penseur;
- 1912 Rousseau Artiste;
- 1912 La Prose Française;
- 1912 Ce que Disent les Livres;
- 1912 L’Art de Lire;
- 1913 De l'Idée de Patrie;
- 1914 Monseigneur Dupanloup: Un Grand Évêque;
- 1914 En Lisant Molière;
- 1921 Chansons d'un Passant.